# Balma
Balma település Franciaországban, Haute-Garonne megyében. Lakosainak száma 17 431 fő (2022. január 1.). Balma L’Union, Flourens, Montrabé, Pin-Balma, Quint-Fonsegrives és Toulouse községekkel határos.

## Népesség
A település népességének változása:
| Lakosok száma | 4276 | 8117 | 9506 | 12 793 | 14 929 | 15 807 | 16 568 | 16 625 | 17 006 | 17 431 |
|               | 1968 | 1982 | 1990 | 2006   | 2013   | 2015   | 2017   | 2019   | 2020   | 2022   |